# Wappen Schottlands
Das Wappen Schottlands war das Wappen der Könige Schottlands und des Königreichs Schottland bis 1707.

## Geschichte

Wappenschild

Das Hauptmotiv des Wappens wurden bereits im Jahr 1332 festgelegt, ein Verzeichnis im Londoner College of Arms beschreibt das Wappen des „Kyng of Scottz“ als:
„In Gold mit einem roten Doppellilienbord ein steigender (roter) Löwe.“ (englisch Or, a lion rampant within a double tressure flory counter-flory Gules.).
König Wilhelm I. „der Löwe“ führte es als erster Herrscher nach 1165 ein, einen roten aufrechten Löwen mit gegabeltem Schwanz auf gelbem Feld, und erhielt danach später seinen Beinamen. Das Kernmotiv wandelte sich im Laufe der Zeit (Prankenstellung, Schwanz, Bewehrung, Tingierung), die letzte Version wird wie folgt beschrieben:
„In Gold mit einem roten Doppellilienbord ein steigender blaubewehrter und blaubezungter roter Löwe.“
„Or, a lion rampant Gules armed and langued Azure within a double tressure flory counter-flory Gules.“ (engl. Heraldik)
Davon abgeleitet gibt es die schottische Königsflagge. Diese ist zwar eigentlich dem König und einigen hohen Staatsbeamten vorbehalten, wird aber trotzdem, z. B. bei Fußball-Länderspielen, häufig als alternative Flagge Schottlands verwendet.
Dieses Wappenmotiv kommt auch in Wappen und Flagge der kanadischen Provinz Neuschottland vor.

## Die schottische Version des britischen Königswappens

Schottische Version des britischen Königswappens

Dieses Wappen ist eine Version des britischen Königswappens, die sich von der im restlichen Vereinigten Königreich verwendeten vor allem durch die stärkere Betonung schottischer Landessymbole und durch den Austausch von Symbolen des englischen Hosenbandordens gegen die des schottischen Distelordens unterscheidet.
Der Wappenschild ist geviert und stellt die Landesteile dar:
- Im 1. und 4. Quadrat (links (heraldisch rechts) oben und rechts (heraldisch links) unten) das Wappen von Schottland
- Im 2. Quadrat (rechts oben) das Wappen Englands: Drei goldene Löwen (bzw. Leoparden) auf rotem Grund.
- Im 3. Quadrat (links unten) das Wappen Irlands: Eine goldene Harfe auf blauem Grund, die Nordirland symbolisiert (bis 1927 ganz Irland).

Der Wappenschmuck besteht aus einem reich geschmückten Spangenhelm, bekrönt mit der schottischen Krone. Auf der Krone wiederum sitzt ein roter, gekrönter Löwe, der ein Schwert und ein Zepter hält, über ihm das Motto des schottischen Königshauses In My Defens God Me Defend, In My Defens oder nur In Defens (englisch „In [meiner] Verteidigung [verteidige mich Gott]“). „Defens“ ist eine alte schottische Schreibweise des Wortes „Defence“.

Flagge von Schottland

Der Wappenschild wird von zwei Schildhaltern gehalten. Der heraldisch rechte Wappenträger, ein Einhorn, symbolisiert Schottland und trägt die Flagge Schottlands. Der heraldisch linke Wappenträger, ein gekrönter Löwe, steht für England und trägt die Flagge Englands. Das Einhorn ist angekettet, da es im Mittelalter für ein gefährliches Tier gehalten wurde, das nur von einer Jungfrau gezähmt werden konnte. In Schottlands Symbolik und Mythologie nimmt das Einhorn einen besonderen Stellenwert ein. Es soll die folgenden bereits im Mittelalter nachgesagten Eigenschaften verkörpern und auf die Kultur Schottlands übertragen: stolz, wild, freiheitsliebend, rein und schön. Im Christentum wird dieses Fabelwesen zudem mit Keuschheit und der heiligen Jungfrau Maria in Verbindung gebracht. 
Das Rasenstück, auf dem die Wappenträger stehen, wird durch ein Spruchband mit dem lateinischen Wahlspruch des Distelordens verziert:
„Nemo me impune lacessit.“
(Niemand reizt mich ungestraft.)
Darüber kann man einige Disteln (die schottische Nationalpflanze), manchmal auch Tudor-Rosen (die englische Nationalpflanze) und Kleeblätter (die irische Nationalpflanze) erkennen.
Als Jakob VI. von Schottland (bzw. Jakob I. von Großbritannien) 1603 Herrscher über England und Irland wurde, teilte er das schottische Wappen, mit dem steigenden Löwen in dem ersten und vierten Viertel, das englische Wappen im zweiten und die goldene Harfe der Iren im dritten. Der Act of Union 1707 garantierte, dass das in Schottland benutzte königliche Wappen weiterhin den Symbolen für Schottland Vorrang geben würde.